# Kirla Echegaray
Kirla Echegaray Alfaro (geboren am 27. März 1968 in Cusco, Peru) ist eine peruanische Rechtsanwältin und Politikerin. Sie war vom Juli bis zum November 2020 peruanische Umweltministerin im Kabinett Vizcarra.

## Leben
Kirla Echegaray Alfaro wurde am 27. März 1968 in Cusco, Peru, geboren. An der Universidad Inca Garcilaso de la Vega in Lima schloss sie 2002 ein Lizenziat in der Rechts- und Politikwissenschaft ab. Im Jahr darauf folgte ein Masterabschluss im Zivil- und Handelsrecht an der Universidad Nacional Federico Villareal in Lima. 2014 absolvierte sie an der Universidad del Pacífico in Lima einen weiteren Master in öffentlicher Verwaltung.

## Politische Laufbahn
Echegaray begann ihre Laufbahn 1989 als Rechtsberaterin am Instituto Nacional de Administración Pública. In den 1990er-Jahren war sie unter anderem für die Stadtverwaltung von Lima tätig. Ab den 2000er-Jahren übernahm sie zunehmend Positionen in nationalen Behörden und Ministerien, etwa von 2004 bis 2008 im Instituto Nacional de Recursos Naturales, 2008 im Landwirtschaftsministerium und von 2008 bis 2009 im Servicio Nacional de Capacitación para la Industria de la Construcción. Von 2009 bis 2012 war sie im Gesundheitsministerium tätig, wo sie zuletzt die Rechtsabteilung leitete. Anschließend arbeitete sie bis 2014 für den Consejo Nacional de Ciencia, Tecnología e Innovación sowie erneut im Gesundheitsministerium. Von 2014 bis 2016 war Echegaray Rechtsberaterin im neugegründeten Servicio Nacional Forestal y de Fauna Silvestre und war 2016 dessen Generalsekretärin. Danach war sie bis 2018 als Rechtsberaterin im Innenministerium tätig. Von März 2018 bis Oktober 2019 war sie Generalsekretärin des Umweltministeriums, anschließend bis Juli 2020 Leiterin dessen Rechtsabteilung.
Am 15. Juli 2020 wurde sie von Präsident Martín Vizcarra zur Umweltministerin in seinem Kabinett ernannt. Im Oktober 2020 einigten sich Peru und die Schweiz auf ein Klimaschutz-Abkommen, das von Echegaray und Markus Alexander Antonietti, dem Schweizer Botschafter in Peru, unterschrieben wurde. Das Abkommen ermöglicht es der Schweiz, unter den Rahmenbedingungen des Pariser Abkommens CO2-Emissionen durch Klimaprojekte in Peru zu kompensieren, und ist weltweit das erste Abkommen dieser Art. Echegarays Ministeramt endete am 10. November 2020 infolge der Amtsenthebung von Präsident Vizcarra am Vortag; ihre Nachfolgerin wurde Lizzet Rojas Sánchez. Ab November 2020 war Echegaray Generalsekretärin des Innenministeriums. Im Februar 2022 bemängelte sie in einem offenen Brief, gemeinsam mit weiteren ehemaligen Ministern und Vizeministern des Umweltministeriums, die fehlende Eignung des damaligen Umweltministers Wilber Supo in Umweltangelegenheiten und forderte Präsidenten Pedro Castillo zur Ernennung einer qualifizierteren Person auf. In einer großen Neubesetzung mehrerer Ministerien wurde dieser noch im selben Monat durch Modesto Montoya ersetzt.